# Gymnopleurus persianus
Gymnopleurus persianus là một loài bọ cánh cứng trong họ Bọ hung (Scarabaeidae).